# Окунев, Борис Николаевич
Бори́с Никола́евич О́кунев (1897—1961) — известный представитель советской баллистики артиллерийского орудия — науки о движении снаряда в канале ствола (внутренняя баллистика) и в воздушном пространстве (внешняя баллистика). Профессор, доктор наук.

## Биография
Дед по линии отца — Окунев Василий Яковлевич (1833—1892) — протоиерей церкви Петра и Павла в Любани, был женат на Юлии Алексеевне (урожд. Сахаровой), дочери священника из Котлов Ямбургского уезда.
В 1915 году Борис окончил с золотой медалью Гельсинфоргскую Александровскую русскую гимназию и поступил в Петроградский университет на физико-математический факультет.
В марте 1919 он вступил в ряды Красной Армии, а осенью того же года был командирован на учебу в Артиллерийскую академию. Во время учёбы, владея французским языком и читая специальную литературу на других европейских языках, изучил основные иностранные книги по баллистике и, к моменту окончания академии, в 1923 году, был хорошо подготовлен в теоретическом плане. Военная карьера закончилась по болезни в 1938 году в звании военинженера 1-го ранга.
Свою практическую деятельность он начал с менее освоенного направления — экспериментальной баллистики, став руководителем опытов
на главном артиллерийском полигоне. Работа на полигоне до получения в 1926 году контузии на опытных стрельбах, а затем в КОСАРТОПе (Комиссии особых артиллерийских опытов) до её расформирования в 1927 году сделала Окунева наиболее сведущим и разносторонним баллистиком страны.
Окунев преподавал в следующих высших учебных заведениях:
- Артиллерийская Академия[5];
- Военно-морской академии[6];
- Военно-Механический институт;
- Политехнический институт;
- Государственный университет;
- МВТУ им. Баумана.

Окунев организовал кафедры баллистики в Военно-Механическом институте (1930) и Военно-Морской академии (1933), поставил курсы баллистики в ряде вузов Ленинграда; принимал активное участие в работе учёных советов, комитетов, комиссий, конференций, семинаров по проблемам баллистики; консультировал работников министерств и промышленности, НИИ и КБ при принятии ответственных решений по военно-технической политике. Кроме того, был активным членом клуба научных работников Ленинграда (позже Ленинградский дом учёных), где в 1947 году возглавил секцию и семинар по теоретической механике.

## Научная деятельность
В области внутренней баллистики:
- предложенные в уравнениях основной задачи относительные переменные, сократившие число неизвестных параметров с 10 до 4;
- аналитический метод решения основной задачи;
- общая теория баллистического подобия артиллерийских систем;
- универсальные таблицы для расчёта пиродинамических элементов;
- методика экспериментального определения внутрибаллистических параметров;
- способ отыскания оптимального баллистического решения при проектировании артиллерийских систем.

В области внешней баллистики:
- обобщил аналитические методы решения основной задачи;
- развил теорию вращательного движения артиллерийского снаряда;
- уточнил условия устойчивости снаряда в полете;
- создал теорию поправок на дальность стрельбы;
- сформулировал свойства траектории снаряда в воздухе;
- усовершенствовал численные методы интегрирования дифференциальных уравнений.

Окунев исследовал и пропагандировал историю баллистики, опубликовал очерки о баллистических работах Н. В. Маиевского, В. М. Трофимова, А. Н. Крылова, был наставником известного историка баллистики А. П. Мандрыки, а в 1958—1959 годах работал по совместительству в Институте истории естествознания и техники АН СССР.
В настоящее время регулярно проводятся международные конференции «Окуневские чтения».

## Коллекция
Окунев имел одну из лучших в Советском Союзе частных коллекций картин и произведений искусства. Среди них были первоклассные работы Нестерова, Кустодиева, Врубеля, Лансере, Петрова-Водкина, Сомова, Бориса Григорьева и других. Окунев завещал свою коллекцию картин русских художников (около 300 произведений) Государственному Русскому музею. Вся коллекция, как писала «Ленинградская правда», была оценена сотрудниками музея в 1,5 миллиона долларов, принята на хранение в декабре 1983 года.

## Книги и статьи
- «Внешняя и внутренняя баллистика» изд. 1930 г.
- «Определение баллистических характеристик пороха и давления форсирования» М. — Л. ОГИЗ. — Гостехиздат. 1943 г. 92 с.
- «Вращательное движение артиллерийского снаряда» изд. 1943 г.
- «Основы баллистики. Том I. Книга первая и вторая. Основная задача внешней баллистики» М. Военное издательство народного комимиссариата обороны. 1943 г. 524 с. + 440 с
- «Основная задача внешней баллистики и аналитические методы её решения» — Л. ; М. : ОНТИ ГТТИ, 1934. — 524 с.
- «Общая теория баллистического подобия артиллерийских систем. Материалы к докладу на конференции по внутренней баллистике АРТКОМА АУ РККА» Арт. акад. РККА им. Дзержинского. — М. : [б. и.], 1939. — 17 с.
- «Изменения элементов траектории артиллерийского снаряда» монография — М. ; Л. : ОГИЗ Гостехиздат, 1943. — 144 с.

## Воспоминания современников
В Военмехе я учился увлеченно, даже получал именную стипендию. <…> И у меня была одна-единственная двойка. 

По теоретической механике у нас был такой профессор Окунев, до сих пор помню, очень строгий. На экзамене я ответил ему на одиннадцать вопросов, а, когда он мне задал двенадцатый, я сказал: «Вы знаете, мы готовились вместе с моим товарищем Толей Петреевым. И как-то так из шалости подожгли конспект. Последняя лекция у нас сгорела, потому что мы спорили, кто более выдержанный. Лекция горела, а мы выясняли, у кого больше выдержка». Окунев говорит: «Ничего, ничего, ладно, да, я понял». И двойку мне раз… выводит.— Георгий Гречко

## Память
- 1 мая 2003 года в честь Б. Н. Окунева назван астероид 10990 Okunev, открытый в 1973 году астрономом Н. С. Черных.

## Семья
Дочь — Кира Борисовна Окунева.